# Provinz Calca
Die Provinz Calca ist eine von dreizehn Provinzen der Region Cusco in Südzentral-Peru. Sie hat eine Fläche von 4414,49 km². Beim Zensus 2017 lebten in der Provinz 63.155 Menschen. Im Jahr 1993 lag die Einwohnerzahl bei 56.007, im Jahr 2007 bei 65.407. Die Provinzverwaltung befindet sich in Calca.

## Geographische Lage
Die Provinz Calca liegt in den Anden, etwa 25 km nördlich der Regionshauptstadt Cusco. Sie hat eine Längsausdehnung in NNW-SSO-Richtung von etwa 117 km sowie eine maximale Breite von etwa 48 km. Das Gebiet wird von den Gebirgsketten der peruanischen Ostkordillere durchzogen. Die Cordillera Urubamba mit ihrem höchsten Punkt, dem 5818 m hohen Sahuasiray, verläuft zentral durch die Provinz. Der Oberlauf des Río Urubamba sowie dessen Nebenflüsse Río Yanatile und Río Paucartambo (Río Yavero) durchfließen die Provinz in nordnordwestlicher Richtung.
Die Provinz Calca grenzt im Nordosten an die Provinz Manu (Region Madre de Dios), im Osten an die Provinz Paucartambo, im Süden an die Provinz Cusco, im Südwesten an die Provinz Urubamba sowie im Westen und Nordwesten an die Provinz La Convención.

## Verwaltungsgliederung
Die Provinz Calca ist in acht Distrikte gegliedert. Der Distrikt Calca ist Sitz der Provinzverwaltung.
| Distrikt     | Verwaltungssitz |
| ------------ | --------------- |
| Calca        | Calca           |
| Coya         | Coya            |
| Lamay        | Lamay           |
| Lares        | Lares           |
| Písac        | Písac           |
| San Salvador | San Salvador    |
| Taray        | Taray           |
| Yanatile     | Quebrada Honda  |